# قرار مجلس الأمن التابع للأمم المتحدة رقم 171
قرار مجلس الأمن التابع للأمم المتحدة رقم 171 الذي اعتمد بتاريخ 9 أبريل عام 1962، وذلك عقب تقرير قدمه رئيس أركان هيئة الأمم المتحدة لمراقبة الهدنة في فلسطين بشأن الأنشطة العسكرية في منطقة بحيرة طبريا، بالإضافة إلى تصريحات ممثلي سوريا وإسرائيل. وقد أدان المجلس كِلا الطرفان لما قاما به من أعمال وقرر أن إسرائيل قامت بانتهاك صارخ لقرارات الأمم المتحدة. ودعا مجلس الأمن الطرفين إلى الوفاء بالتزاماتهما بموجب قرارات الأمم المتحدة وميثاق الأمم المتحدة واتفاق الهدنة العام والتعاون مع رئيس الأركان. كما أيد المجلس توصية رئيس الأركان بشأن تعزيز هيئة الأمم المتحدة لمراقبة الهدنة.
صوت لصالح اعتماد القرار 10 دول، فيما امتنعت فرنسا عن التصويت.